# Trešnjica
Trešnjica (cyr. Трешњица) – wieś w Czarnogórze, w gminie Kotor. W 2003 roku pozostawała niezamieszkana.